# Будунов, Гаджи Будунович
Гаджи́ Буду́нович Буду́нов (род. 11 февраля 2007, Хучада, Дагестан) — российский футболист, нападающий махачкалинского «Динамо».

## Биография
Сын футболиста Будуна Будунова, старший брат Алхас также футболист.
Родился в селе Хучада, Шамильский район, Дагестан.
В 2015 году начал заниматься футболом в академии «Анжи». В сентябре 2017 года перешёл в махачкалинскую РДЮСШ. В 2022 году пополнил состав махачкалинского филиала академии московского «Динамо».
В сентябре 2024 года присоединился к второй команде махачкалинского «Динамо». 14 сентября 2024 года в матче Второй лиги (дивизион «Б») против «Астрахани» дебютировал в профессиональном футболе за «Динамо-2».
23 февраля 2025 года был заявлен за основную команду «Динамо».
3 августа 2025 года в матче против «Ахмата» дебютировал в РПЛ.

## Статистика выступлений
| Выступление            | Выступление       | Выступление      | Лига | Лига | Кубки | Кубки | Итого | Итого |
| Клуб                   | Лига              | Сезон            | Игры | Голы | Игры  | Голы  | Игры  | Голы  |
| ---------------------- | ----------------- | ---------------- | ---- | ---- | ----- | ----- | ----- | ----- |
| Динамо (Махачкала)     | РПЛ               | 2025/26          | 1    | 0    | 1     | 0     | 2     | 0     |
| Динамо (Махачкала)     | Итого             | Итого            | 1    | 0    | 1     | 0     | 2     | 0     |
| → Динамо-2 (Махачкала) | Вторая лига («Б») | 2024             | 9    | 2    | —     | —     | 9     | 2     |
| → Динамо-2 (Махачкала) | Вторая лига («Б») | 2025             | 2    | 1    | —     | —     | 2     | 1     |
| → Динамо-2 (Махачкала) | Итого             | Итого            | 11   | 3    | —     | —     | 11    | 3     |
| Всего за карьеру       | Всего за карьеру  | Всего за карьеру | 12   | 3    | 1     | 0     | 13    | 3     |